# ТЕС Мунгарра
ТЕС Мунгарра – теплова електростанція на заході Австралії.
В 1989 – 1991 роках на майданчику станції ввели в дію три встановлені на роботу у відкритому циклі газові турбіни типу Frame 6. Цю вдалу розробку General Electric випускали за ліцензіями численні виробники, при цьому для майданчику Мунгарра дві турбіни потужністю по 37,4 МВт постачила Hitachi, а одна турбіна з показником 38,3 МВт надійшла від European Gas Turbines.
Планувалось в 2018-му вивестиз експлуатації всі три турбіни, втім, фактично зупинили лише один агрегат.
Як паливо використовують природний газ, що надходить по трубопроводу Дампір – Банбері. 